# Stenrösberget
Stenrösberget är en kulle i Åland (Finland). Den ligger i den östra delen av landskapet, 26 km nordost om huvudstaden Mariehamn. Toppen på Stenrösberget är 48 meter över havet. Stenrösberget ligger på ön Fasta Åland.
Terrängen runt Stenrösberget är platt. Havet är nära Stenrösberget åt nordost. Trakten är glest befolkad. Närmaste större samhälle är Finström, 15,4 km väster om Stenrösberget. 
I omgivningarna runt Stenrösberget växer i huvudsak barrskog.